# Carlina acaulis
La carlina bianca (nome scientifico Carlina acaulis L. 1753) è una pianta erbacea perenne con grandi infiorescenze bianche, che vive al livello del suolo, appartenente alla famiglia delle Asteraceae.

## Etimologia
Il nome del genere (proposto nel XIV secolo dal botanico aretino Andrea Cesalpino) sembra derivare da Carlo Magno che, dice una leggenda, la usò durante una pestilenza per curare i suoi soldati nei pressi di Roma su suggerimento di un angelo. In altri testi si fa l'ipotesi che il nome derivi dalla parola carduncolos (diminutivo di cardo = “cardina” o “piccolo cardo”) per la somiglianza con le piante del genere “Cardo” (Asteraceae).

L'epiteto specifico acaule deriva dalla morfologia della pianta: priva di caule (= fusto).

In inglese questo fiore viene chiamato: Stemless Caroline oppure Carline Thistle; mentre i francesi a volte lo chiamano Hygrometre e a volte Baromètre.

## Descrizione

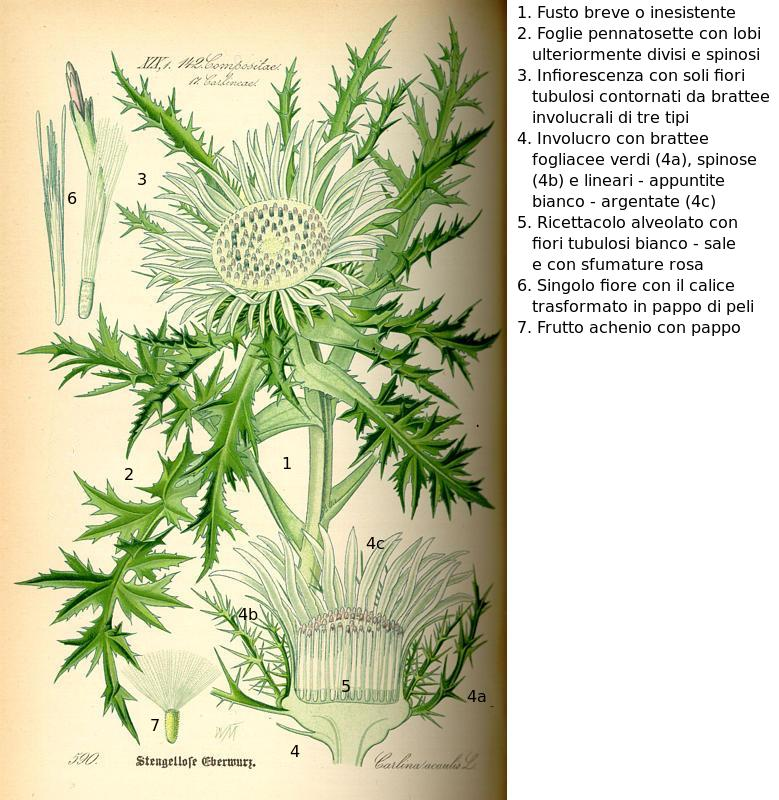
Descrizione delle parti della pianta

(La seguente descrizione è relativa alla specie Carlina acaulis s.l.; per i dettagli delle varie sottospecie vedere più avanti.)

L'aspetto di questa pianta è erbaceo – cespitoso e spinoso. La forma biologica della specie è emicriptofita rosulata ("H ros"): è una pianta perennante tramite gemme posizionate al livello del terreno mentre le foglie sono disposte a rosetta basale.

### Radici
La radice è secondaria a partire dal rizoma (radice fittonante).

### Fusto
- Parte ipogea: consiste in un grosso rizoma ingrossato e normalmente verticale e legnoso.
- Parte epigea: la pianta è quasi acaule, con fusto molto breve o inesistente di colore brunastro. Altezza media della pianta: 4 – 10 cm (raramente può arrivare fino a 30 cm).

### Foglie

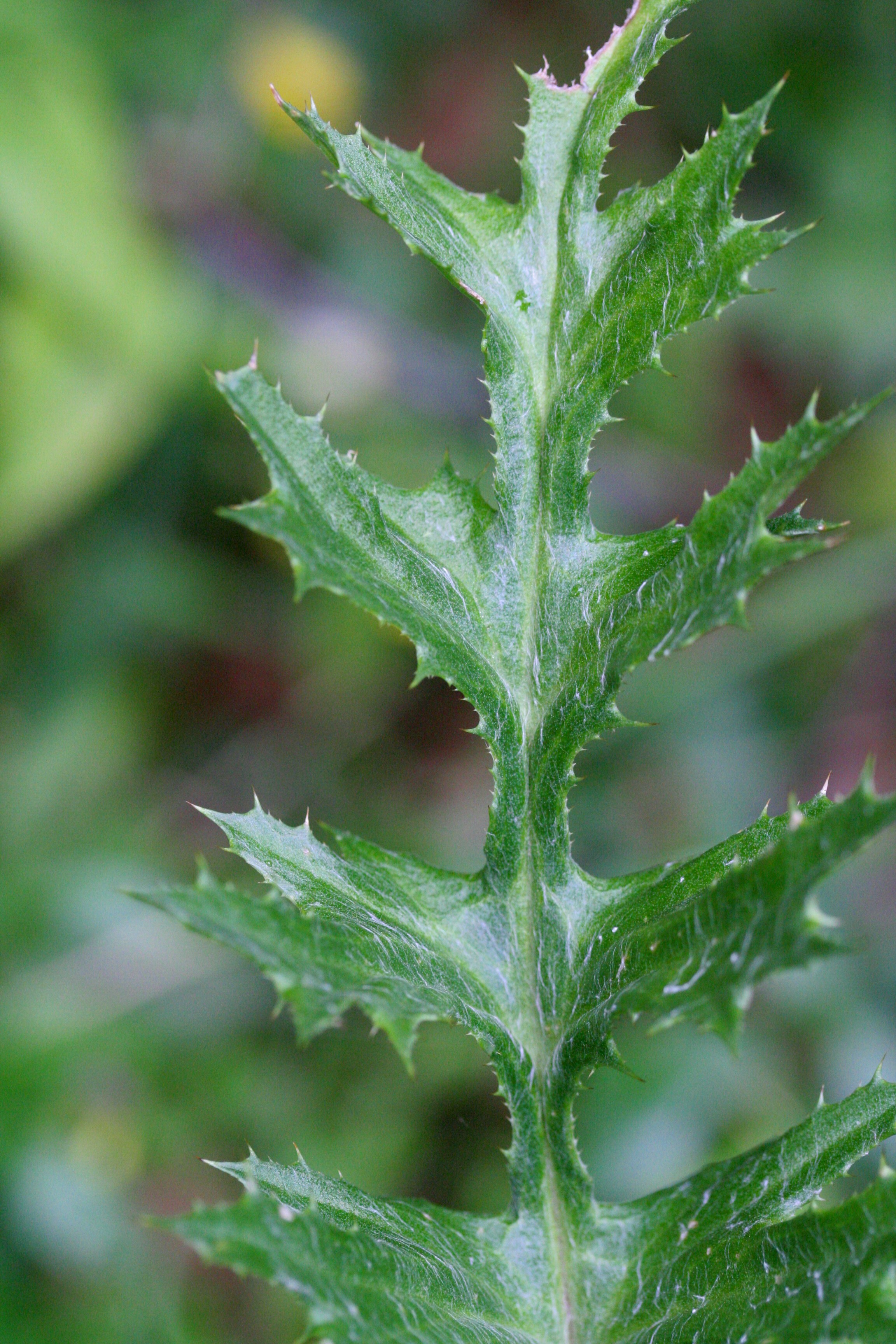
Foglia Località: Melere, Trichiana (BL), 843 m s.l.m. - Agosto 2008
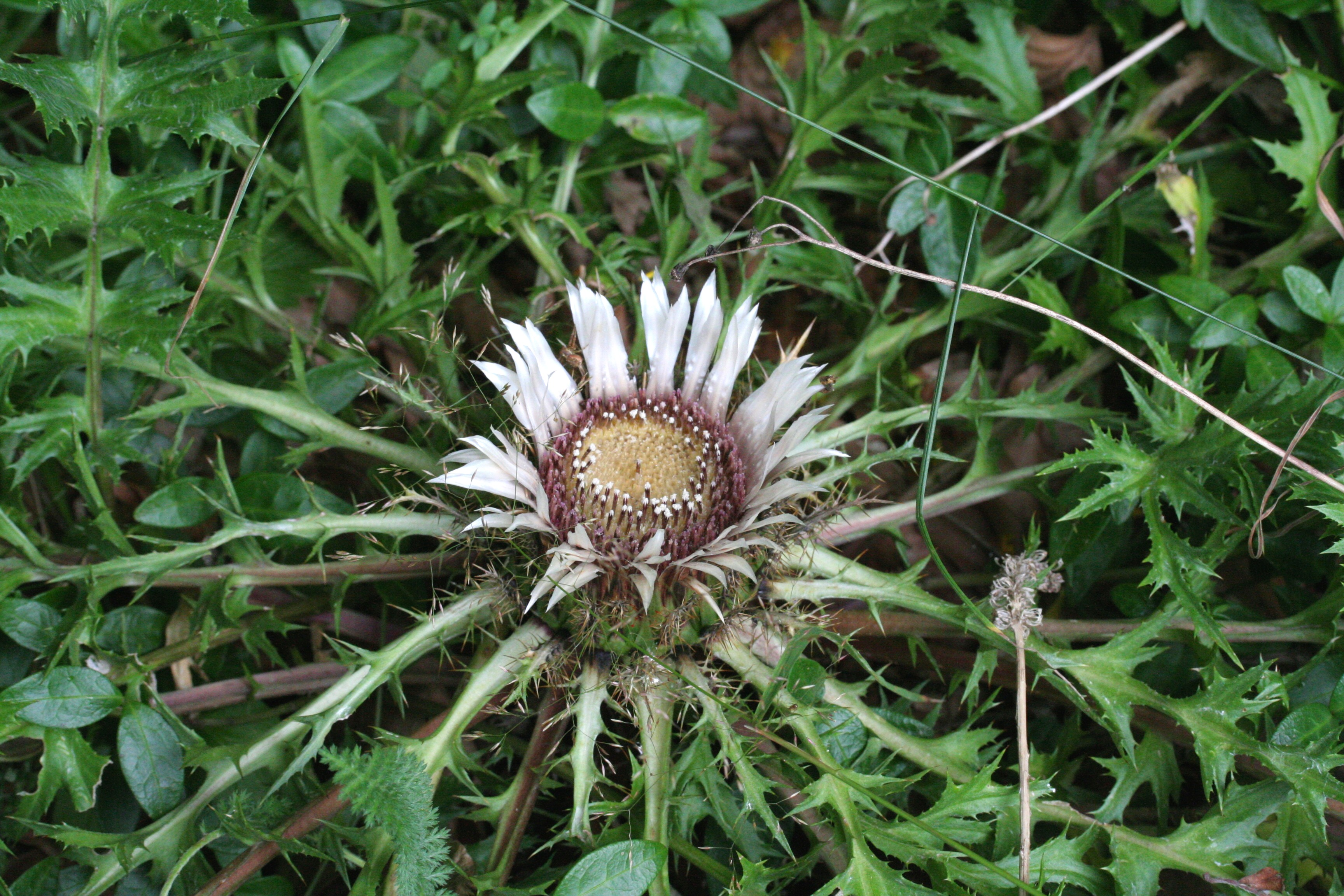
Rosetta basale Località: Melere, Trichiana (BL), 843 m s.l.m. - Agosto 2008
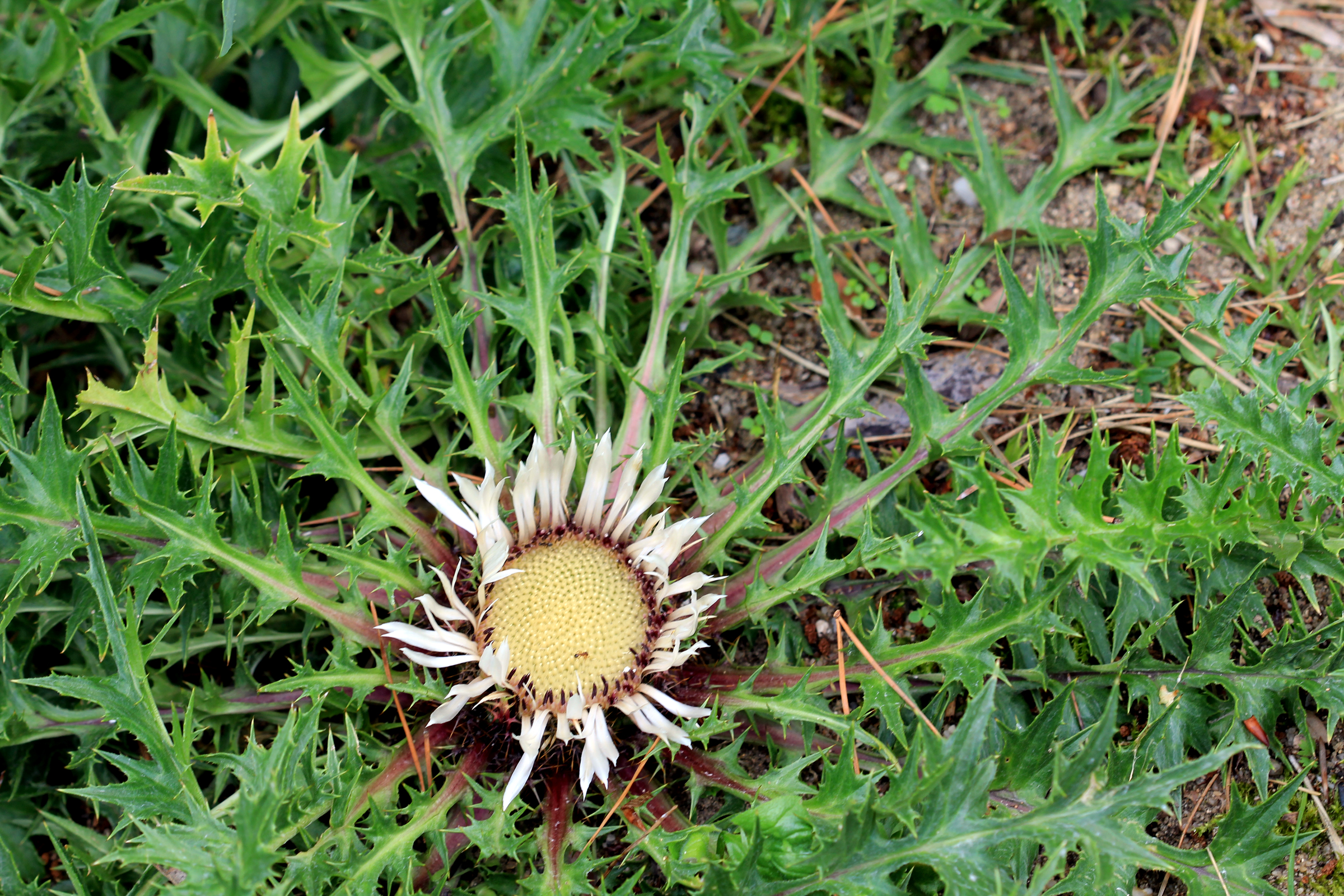
Pianta intera

La maggior parte delle foglie sono disposte a rosetta basale. Il contorno della lamina, più o meno piana, è spatolato; la consistenza è coriacea. La forma è pennatopartita o pennatifida con 6 - 8 lobi (o segmenti) sub - opposti per lato; i segmenti sono spinosi e terminanti in aculei rigidi derivati dal proseguimento delle nervature centrali del lobo. I segmenti possono essere suddivisi a loro volta. Le foglie inferiori (quelle della rosetta basale) sono picciolate, mentre quelle superiori (cauline) sono sessili e nella parte finale (vicino all'infiorescenza) si trasformano in brattee spinose. La superficie fogliare è leggermente pelosa.
Dimensione delle foglie: lunghezza 10 – 20 cm (massimo 30 cm); larghezza 3 – 5 cm.

### Infiorescenza

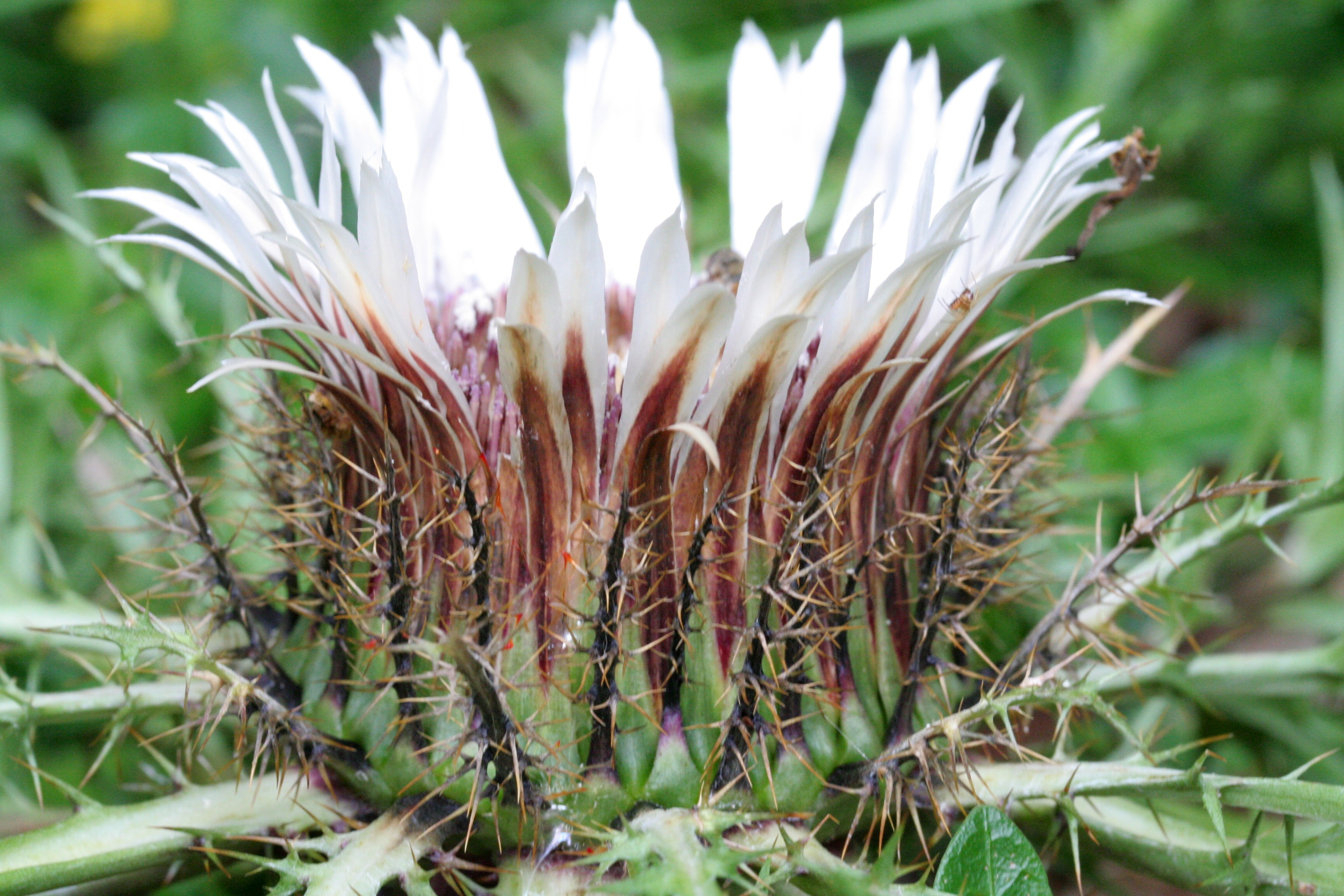
Involucro bratteale Località: Melere, Trichiana (BL),  843 m s.l.m. - Agosto 2008
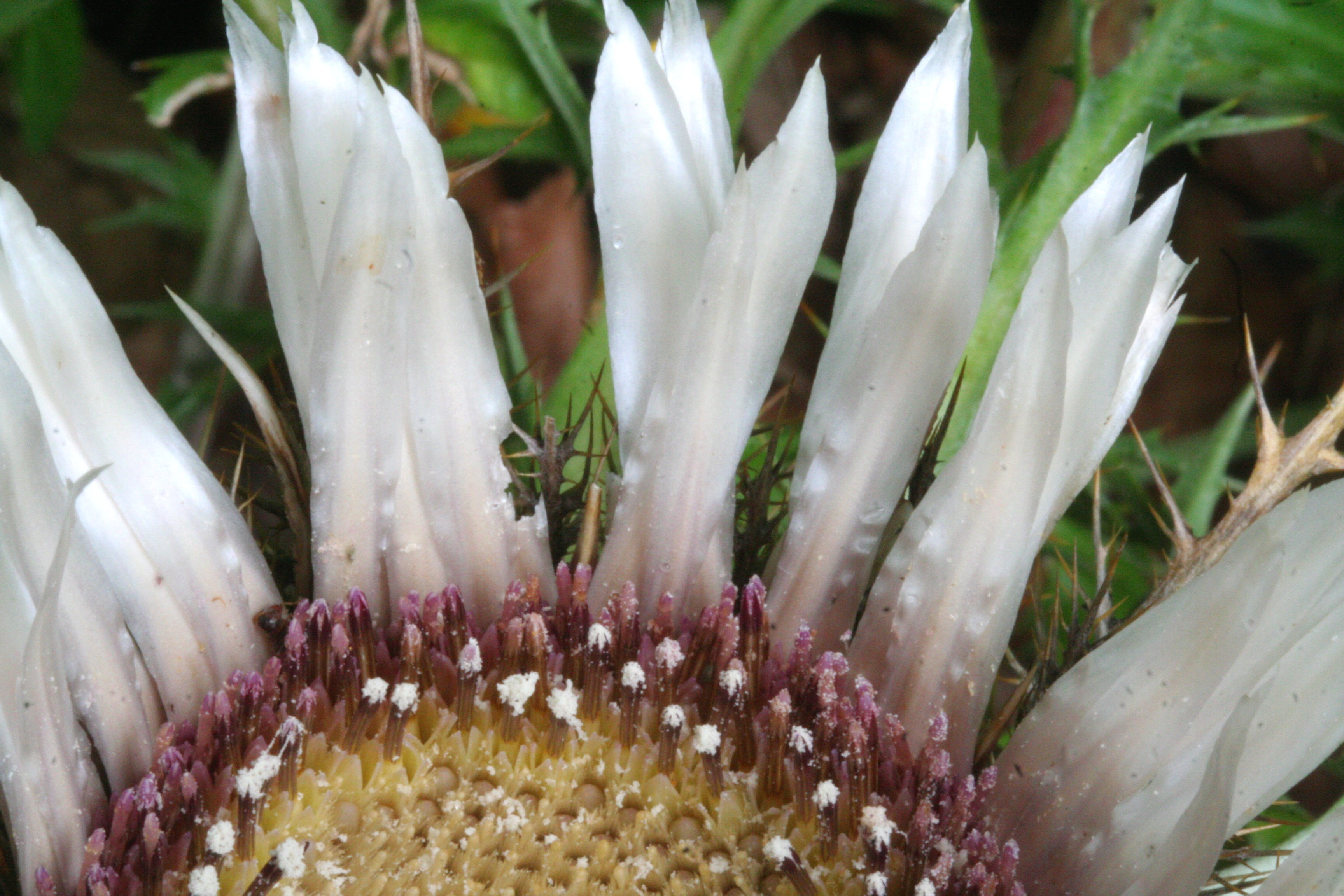
Brattee interne bianco-argentate Località: Melere, Trichiana (BL),  843 m s.l.m. - Agosto 2008
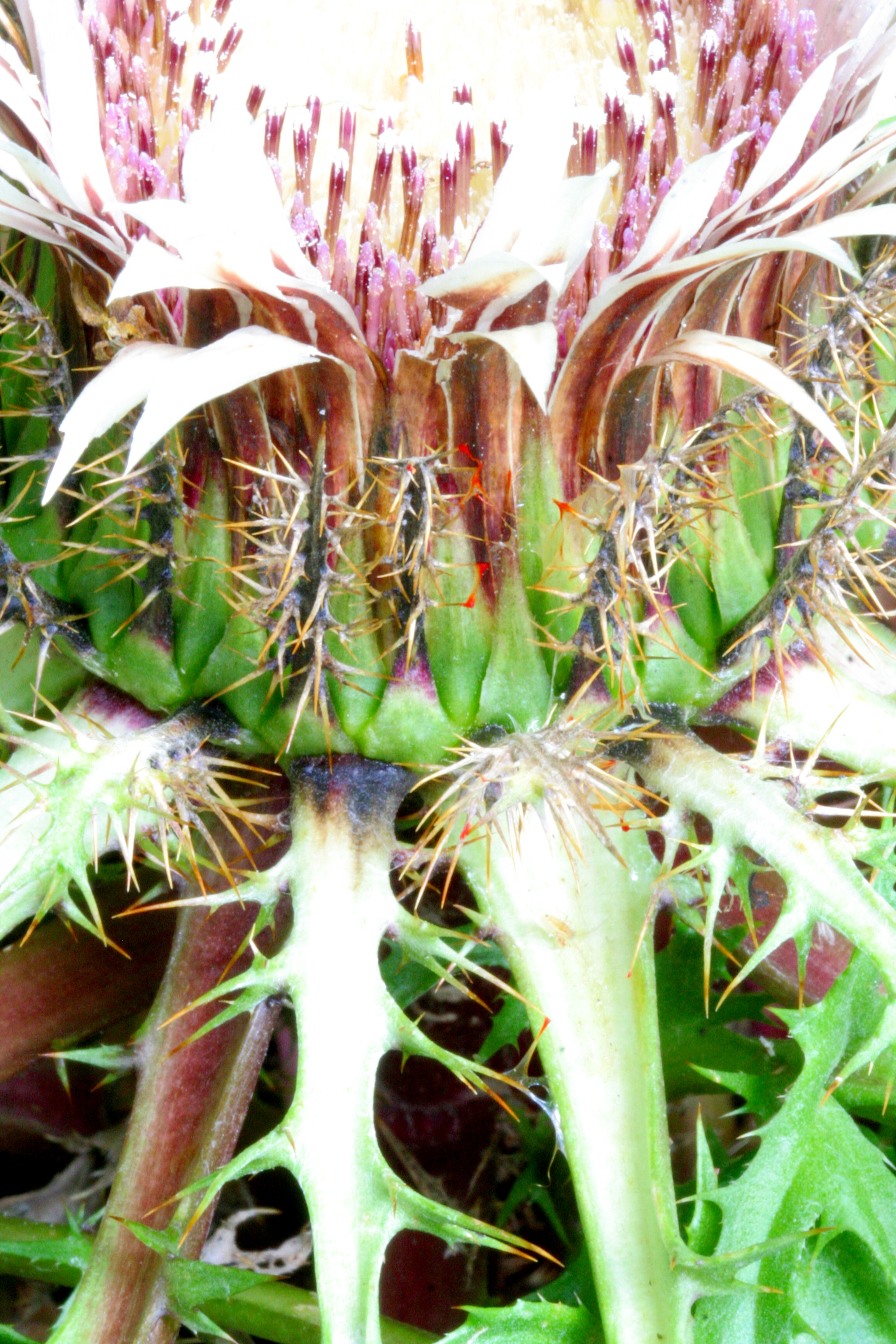
Brattee esterne fogliacee e spinose Località: Melere, Trichiana (BL),  843 m s.l.m. - Agosto 2008

L'infiorescenza è composta da un unico grande capolino (tipica struttura delle Asteraceae) formato esternamente da un involucro di brattee (o squame) e un ricettacolo interno (la base dei fiori). L'involucro è cilindrico o alla base lievemente piriforme ed è formato da tre tipi di brattee: 
- brattee esterne: le esterne (e più basse) sono di tipo fogliaceo con forme lineari; sono chiamate anche "foglie involucrali"; hanno delle spine pennate;
- brattee mediane: quelle mediane sono di colore bruno e dalla forma dentato – spinosa;
- brattee interne: quelle più interne (quelle superiori e vicine al capolino) sono lineari e appuntite all'apice, alla base sono brunastre, sulla pagina superiore sono bianco – argentate e splendenti somiglianti ad una corona di fiori ligulati (ma non lo sono!), mentre sulla pagina inferiore hanno delle venature di colore scuro.

È quest'ultimo l'aspetto morfologico più appariscente della pianta con la funzione di attirare gli insetti pronubi (funzione vessillare che nelle Asteraceae svolgono normalmente i fiori del raggio esterno). Il ricettacolo (la parte più interna dell'involucro) sostiene i fiori veri e propri; è colorato di giallastro, ed è piatto ma profondamente alveolato (butterato) e i vari fiorellini (tutti tubulosi) sono inseriti in tali alveoli e sono circondati da scaglie bratteolari simili a setole.
 
Il capolino, che generalmente si apre quasi raso terra, è di colore chiaro quasi rossastro o violaceo (colore determinato dai fiori tubulosi). Dimensione dell'infiorescenza : 5 – 10 cm (comprese le squame); dimensioni delle squame esterne (quelle fogliari più basse): 30 – 34 cm; dimensioni delle squame raggianti (quelle più interne e biancastre): larghezza 3 mm, lunghezza 25 – 33 mm.

### Fiori

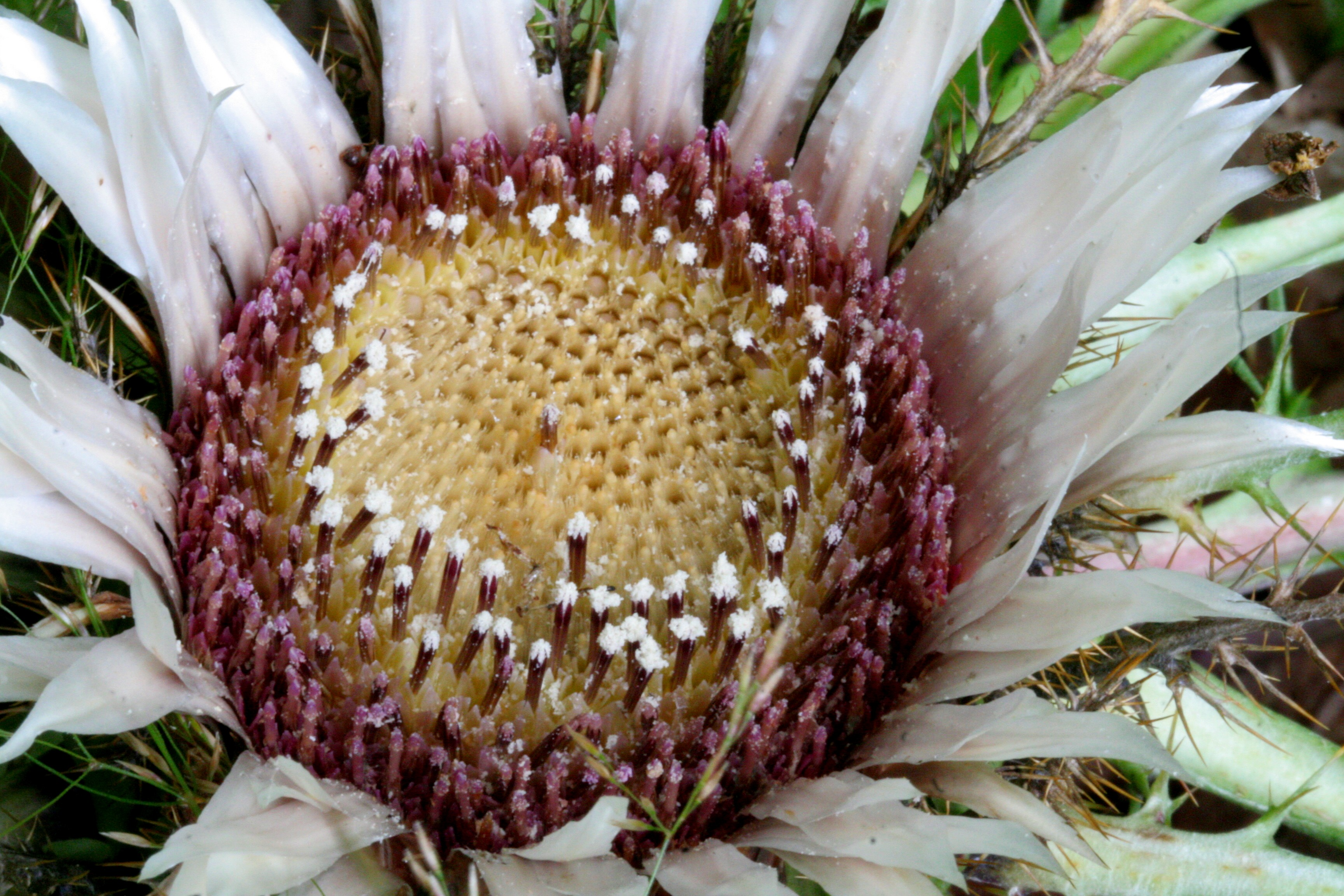
Capolino con fiori tubulosi
Località: Melere, Trichiana (BL), 843 - Agosto 2008

I fiori sono tutti del tipo tubuloso (il tipo ligulato, i fiori del raggio, presente nella maggioranza delle Asteraceae,  qui è assente), sono inoltre ermafroditi, tetra-ciclici (calice – corolla – androceo – gineceo) e pentameri.
- Formula fiorale:

- /x K {\displaystyle \infty }, [C (5), A (5)], G 2 (infero), achenio

- Calice: i sepali del calice sono ridotti ad una coroncina di squame.
- Corolla: il colore della corolla di forma cilindrica (o campanulata) è bianco – sale con sfumature purpuree ma anche rosa - porporino (si scurisce in seguito). La corolla termina con 5 denti. Dimensioni della corolla: larghezza 1 mm; lunghezza 12 – 15 mm.
- Androceo: gli stami sono 5 con filamenti liberi; le antere caudate (con coda) sono saldate fra di loro e formano un manicotto circondante lo stilo.
- Gineceo: l'ovario è infero e uniloculare formato da 2 carpelli; lo stilo è unico con uno stimma terminale bifido e glabro (è presente solamente un ciuffo di peli all'apice dello stilo).
- Fioritura: giugno - settembre.

### Frutti
I frutti sono degli oblunghi acheni (a sezione circolare) ricoperti da lunghi peli sericei con alla sommità un pappo piumoso-pennato. Il pappo è composto da un'unica o doppia serie di setole piumose.

## Biologia
- Impollinazione: l'impollinazione avviene tramite insetti quali farfalle (anche notturne) e api (impollinazione entomogama).
- Riproduzione: la fecondazione avviene fondamentalmente tramite l'impollinazione dei fiori (vedi sopra).
- Dispersione: i semi cadendo a terra (dopo essere stati trasportati per alcuni metri dal vento per merito del pappo – disseminazione anemocora) sono successivamente dispersi soprattutto da insetti tipo formiche (disseminazione mirmecoria).

## Distribuzione e habitat
- Geoelemento: il tipo corologico (area di origine) è Centro-Europeo.
- Distribuzione: in Italia è una specie comune su tutto il territorio (escluse le Isole); al Sud è un po' più rara. In Europa ha una distribuzione soprattutto orientale.[2]
- Habitat:  l'habitat preferito per queste piante sono i prati e i pascoli.
- Distribuzione altitudinale: sui rilievi, in Italia, queste piante si possono trovare fino a 2.100 - 2.600 m s.l.m..

### Fitosociologia
Per l'areale completo italiano Carlina acaulis appartiene alla seguente comunità vegetale:
Macrotipologia: vegetazione sopraforestale criofila e dei suoli crioturbati.
Classe: Caricetea curvulae Br.-Bl. 1948 nom. cons. propos. Rivas-Martínez, Diaz, Ferná ndez- González, Izco, Loidi, Lousa & Penas, 2002
Ordine: Caricetalia curvulae Br.-Bl. in Br.-Bl. & Jenny, 1926
Alleanza: Nardion strictae Br.-Bl. in Br.-Bl. & Jenny, 1926
Descrizione. L'alleanza Nardion strictae è relativa alle praterie acidofile e mesofile che si sviluppano in stazioni pianeggianti o poco pendenti presenti sui rilievi montuosi più elevati dell’Europa meridionale. Spesso queste aree sono legate a siti caratterizzati da innevamento prolungato. La distribuzione dell'alleanza è situata nella fascia dell’Europa media, andando dai Pirenei ai Carpazi. In Italia è presente sulle Alpi e, localizzata, sull'Appennino settentrionale.
Alcune specie presenti nell'associazione: Ajuga pyramidalis, Alopecurus gerardii, Gnaphalium sylvaticum, Hieracium aurantiacum, Plantago alpina, Pseudorchis albida, Ranunculus villarsii, Trifolium alpinum e Viola ferrarinii.

## Tassonomia
La famiglia di appartenenza di questa voce (Asteraceae o Compositae, nomen conservandum) probabilmente originaria del Sud America, è la più numerosa del mondo vegetale, comprende oltre 23.000 specie distribuite su 1.535 generi, oppure 22.750 specie e 1.530 generi secondo altre fonti (una delle checklist più aggiornata elenca fino a 1.679 generi). La famiglia attualmente (2021) è divisa in 16 sottofamiglie.
La tribù Cardueae (della sottofamiglia Carduoideae) a sua volta è suddivisa in 12 sottotribù (la sottotribù Carlininae è una di queste).

### Filogenesi
Su questa sottotribù non sono state fatte finora delle specifiche analisi filogenetiche sul DNA, ma solo ristrette ricostruzioni su alcune specie. La sottotribù sembra aver avuto un'origine africana in quanto Carlininae è probabilmente il gruppo basale della tribù Cardueae e formano un “gruppo fratello” con altre due sottotribù (Oldenburgieae e Tarchonantheae entrambe della sottofamiglia Tarchonanthoideae) che in base alle ultime ricerche risultano di origine africana (altre precedenti ipotesi di origine di questo gruppo, come specie endemiche insulari di Creta e della Macaronesia, sono da eliminare).
Il genere Carlina L. contiene circa 30 specie distribuite soprattutto nell'emisfero boreale, di cui una decina sono proprie della flora italiana, con habitat in preferenza situati in zone temperate.
Il numero cromosomico di C. acaulis è: 2n = 20 (22 per alcune sottospecie).

### Variabilità
La variabilità di questa specie è soprattutto concentrata nella presenza di un fusto non nullo (piante che si sono sviluppate alla fine della stagione o in condizioni e siti particolari come ai margini dei boschi). Queste varietà comunque non vengono considerate significative dal punto di vista tassonomico in quanto la caulescenza non è un carattere ereditario (questo secondo le ultime conoscenze provenienti dalla genetica).
Per questa specie vengono riconosciute due varietà:
- Carlina acaulis subsp. acaulis
- Carlina acaulis subsp. caulescens (Lam.) Schübl. & G.Martens 

#### Sottospecieacaulis

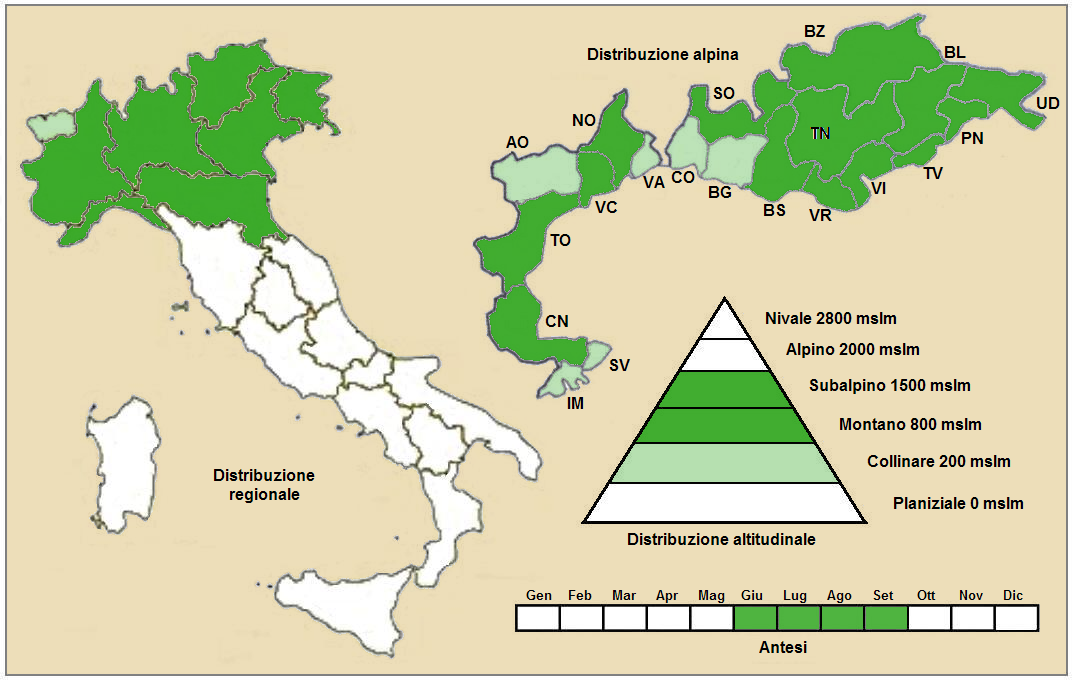
Distribuzione della subsp. acaulis
(Distribuzione regionale – Distribuzione alpina)

- nome scientifico: Carlina acaulis subsp. acaulis;
- descrizione:  le infiorescenze sono decisamente sessili; è presente un solo capolino;
- altezza: da 3 a 15 cm;
- diametro del capolino: da 35 a 50 mm;
- geoelemento: il tipo corologico (area di origine) è "Orofita – Sud Est Europeo";[19]
- distribuzione: in Italia è presente al nord, mentre nelle Alpi è presente quasi ovunque; oltre confine, sempre nelle Alpi, si trova in Francia (dipartimenti di Alpes-de-Haute-Provence, Hautes-Alpes, Alpes-Maritimes, Isère, Savoia e Alta Savoia), in Svizzera (cantoni Vallese, Ticino e Grigioni), in Austria (Länder del Vorarlberg, Tirolo Settentrionale, Tirolo Orientale, Salisburgo, Carinzia, Stiria, Austria Superiore, Austria Inferiore) e in Slovenia; sugli altri rilievi europei è presente nei monti Carpazi e nei Sudeti;[19]
- habitat: l'habitat tipico per questa sottospecie sono le praterie rase, i prati e i pascoli aridi e luoghi pietrosi; il substrato preferito è calcareo ma anche calcareo/siliceo con pH neutro, bassi valori nutrizionali del terreno che deve essere secco;[19]
- distribuzione altitudinale: sui rilievi queste piante frequentano i piani vegetazionali subalpino, montano e in parte quello collinare;
- dal punto di vista fitosociologico Carlina acaulis appartiene alla seguente comunità vegetale:[19]

Formazione: delle comunità a emicriptofite e camefite delle praterie rase magre secche
Classe: Festuco-Brometea
Ordine: Brometalia erecti
Alleanza: Mesobromion

#### Sottospeciecaulescens

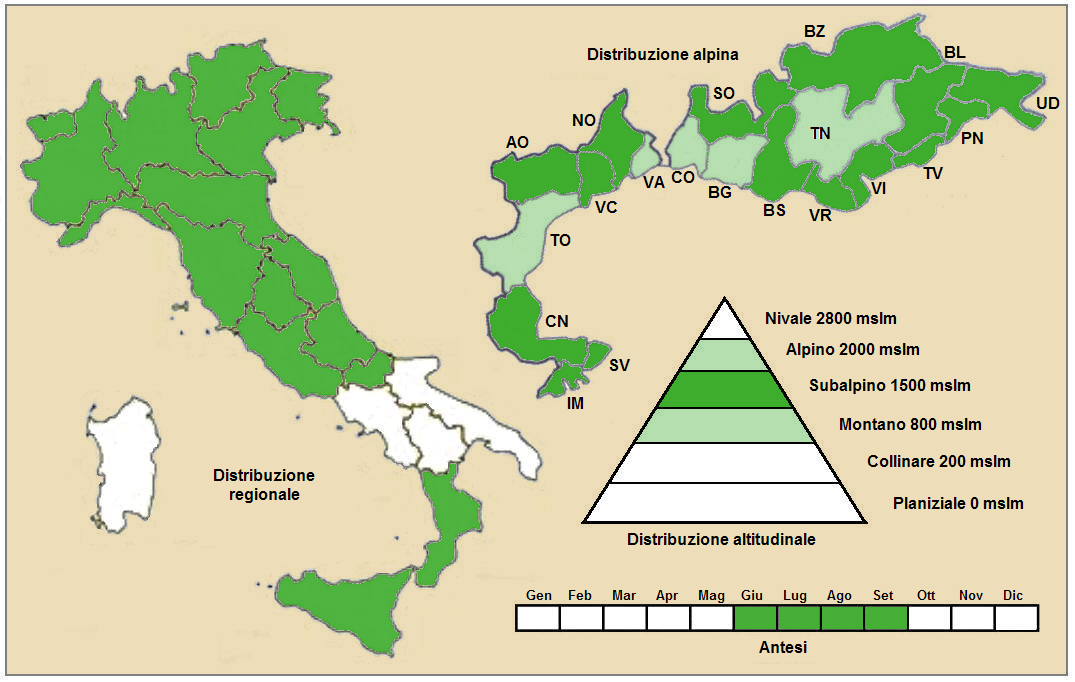
Distribuzione della subsp. caulescens
(Distribuzione regionale – Distribuzione alpina)

- nome scientifico: Carlina acaulis subsp. caulescens (Lam.) Schübl. & G.Martens, 1834
- descrizione: il fusto è mediamente più foglioso e può arrivare fino a 40 cm di altezza; la pianta può avere fino a 6 capolini;
- altezza: da 10 a 40 cm;
- diametro del capolino: da 30 a 40 mm;
- geoelemento: il tipo corologico (area di origine) è "Orofita – Sud Europeo";[19]
- distribuzione: in Italia è presente in quasi tutta la penisola; altrettanto comune è nelle Alpi (sia sul versante sud che quello nord – un po' meno in Austria); sui vari rilievi europei è presente nella Foresta Nera, Vosgi, Massiccio del Giura, Pirenei, Alpi Dinariche, Monti Balcani e Carpazi;[19]
- habitat: l'habitat tipico per questa sottospecie sono le praterie rase, i prati e i pascoli aridi e luoghi pietrosi; il substrato preferito è calcareo ma anche siliceo con pH neutro, bassi valori nutrizionali del terreno che deve essere secco.
- distribuzione altitudinale: sui rilievi queste piante frequentano i piani vegetazionali subalpino, e in parte quello montano e quello alpino;
- dal punto di vista fitosociologico Carlina acaulis appartiene alla seguente comunità vegetale:[19]

Formazione: delle comunità delle praterie rase dei piani subalpino e alpino con dominanza di emicriptofite.
Classe: Elyno-Seslerietea variae
Ordine: Seslerietalia variae
Alleanza: Seslerion variae
Associazione: Seslerienion variae

### Ibridi
La “Carlina bianca”  forma il seguente ibrido intraspecifico:
- Carlina × vayredae Gautier (1898) – Ibrido fra: Carlina acanthifolia e Carlina acaulis

### Sinonimi
La specie Carlina acaulis, in altri testi, può essere chiamata con nomi diversi. L'elenco che segue indica alcuni tra i sinonimi più frequenti:
- Carlina aggregata Waldst. & Kit. ex Willd. (1803) (sinonimo = Carlina acaulis subsp. caulescens)
- Carlina caulescens Lam. (1779) (sinonimo = Carlina acaulis subsp. caulescens)
- Carlina chamaleon Vill. (1788) (sinonimo = Carlina acaulis subsp. acaulis)
- Carlina cirsioides Klokov (1954) (sinonimo = Carlina acaulis subsp. caulescens)
- Carlina grandiflora Moench (1794) (sinonimo = Carlina acaulis subsp. caulescens)
- Carlina officinalis Bubani (1899) (sinonimo =  Carlina acaulis subsp. acaulis)
- Carlina semiamplexicaulis Formánek (1890)
- Carlina simplex Waldst. & Kit. (1803) (sinonimo = Carlina acaulis subsp. caulescens)
- Carlina alpina Jacq.
- Carlina subacaulis  DC.
- Chromatolepis acaulis (L.) Dulac

### Nomi comuni
In Italia la “Carlina bianca” può essere chiamata con nomi diversi a seconda delle varie regioni (sono trascurate le dizioni dialettali):
- Camaleonte
- Carciofo selvatico
- Cardo argentato
- Cardo di San Pellegrino
- Cardone
- Carlopinto
- Rapagnola
- Segnatempo
- Semprevivo

### Specie simili
Cirsium acaule (L.) Scop. - Cardo nano : in Italia è facile trovare le due piante (“Cardo nano” e “Carlina bianca”) negli stessi habitat. Si possono comunque distinguere in quanto il “Cardo nano” ha i lobi delle foglie disposti sullo stesso piano del nervo centrale; inoltre, contrariamente alla Carlina bianca, lo stesso nervo centrale della pagina inferiore possiede delle grosse setole riflesse mentre sulla pagina superiore il nervo è verde (o eventualmente arrossato solo alla base).

## Usi

### Farmacia
- Sostanze presenti: essenza[non chiaro], inulina, ossido di carlina (un antibiotico), potassio, calcio e magnesio. Una radice normalmente fornisce circa 1,5 % di essenze.
- Proprietà curative: stomachica, cicatrizzante, diuretica, diaforetica  e antibiotica. Viene considerata una pianta depurativa con buoni risultati sul fegato, cistifellea e apparato urinario.
- Parti usate: si utilizzano le radici (raccolte ad agosto-settembre) e con esse si preparano dei decotti, estratti fluidi o tintura. Dosi elevate possono però provocare vomito e diarrea perché contiene sostanze irritanti per la mucosa intestinale[20].

### Cucina
La parte più usata sono le radici, il cui centro, molto carnoso, è commestibile ed ha il sapore del cardo. Si consiglia un uso moderato in quanto agisce da energico emetico (può provocare il vomito). Vanno essiccate al sole e preparate in un certo modo sono simili alla mostarda oppure addirittura ai canditi se confezionate con sostanze dolci.

Un'altra parte usata in cucina è il ricettacolo  ( involucro) del capolino (raccolto prima della fioritura); possono essere usati come i carciofi (lessati con olio e limone o fritti). In certe zone questi ricettacoli vengono chiamati “pane dei cacciatori”. Il sapore di questa parte della pianta è simile alle mandorle o nocciole.

Grazie alle proprietà digestive e amaricanti le radici vengono usate anche nella produzione di amari; mentre le foglie essiccate possono cagliare il latte.

### Giardinaggio
Queste piante vengono utilizzate nei giardini rocciosi per decorare scarpate e zone simili. Per la riproduzione le piante nate da seme (moltiplicazione in primavera) generalmente si pongono a dimora in aprile – maggio in zone ben soleggiate e su un terreno roccioso – sassoso lievemente calcareo. Si deve far attenzione al drenaggio che deve essere sempre buono (l'acqua non deve mai ristagnare).

La Carlina viene molto sfruttata nelle composizioni floreali secche in quanto si mantiene inalterata nel tempo.

## Altre notizie
- Le popolazioni rurali utilizzano questa pianta per le previsioni del tempo, infatti le squame del capolino si aprono a stella con tempo secco e si chiudono con l'umido (comunque si chiudono sempre dopo il tramonto del sole per riaprirsi al mattino successivo). Questo probabilmente per proteggere il polline dalla pioggia. I capolini hanno forti caratteristiche igroscopiche.
- In varie zone è considerata specie protetta.
- Anticamente da queste piante si ricavava dell'acqua distillata a cui si attribuivano poteri afrodisiaci; mentre per alcune popolazioni (Sassoni) rappresentavano degli amuleti contro le malattie. Inoltre veniva coltivata dai monaci perché si pensava fosse un antidoto ai veleni. In ambiente erboristico questa pianta viene anche chiamata radice di giunco.
- In molte zone queste piante sono considerate dannose per l'alimentazione del bestiame in quanto hanno un basso contenuto nutritivo, inoltre essendo evitate dalle bestie a causa della loro spinosità si propagano senza problemi e molto rapidamente essendo aiutate anche dall'abbondantissima produzione di semi.
- Il poeta Goethe cita questa pianta come esempio di metamorfosi dei vegetali (facendo riferimento alle due forme diverse della pianta: rosetta basale / caulescente).

## Galleria d'immagini

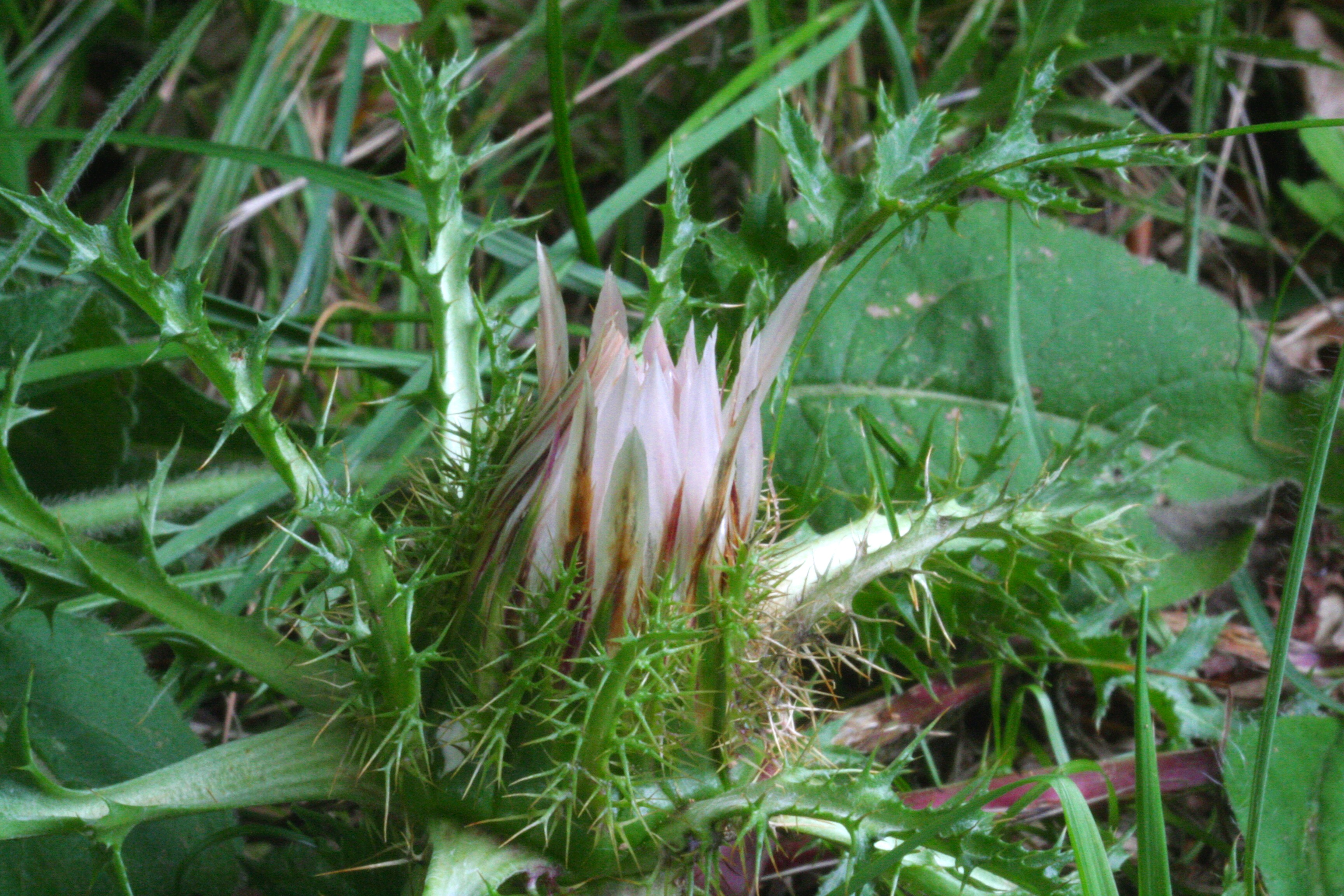
Località: Melere, Trichiana (BL),  843 m s.l.m. - Agosto 2008
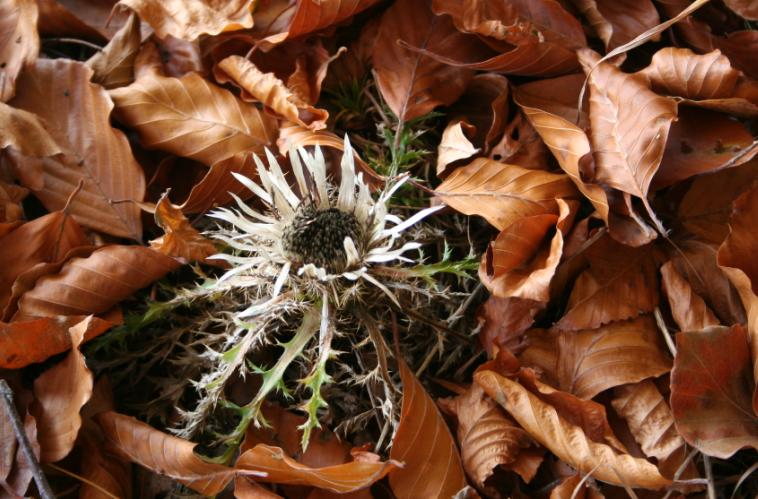
Località: Melere, Trichiana (BL),  843 m s.l.m. - Agosto 2008
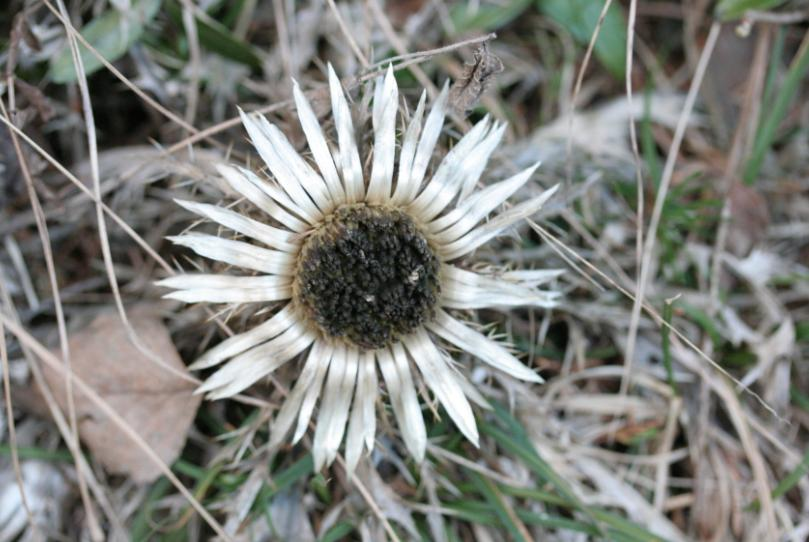
Località: Melere, Trichiana (BL),  843 m s.l.m. - Agosto 2008
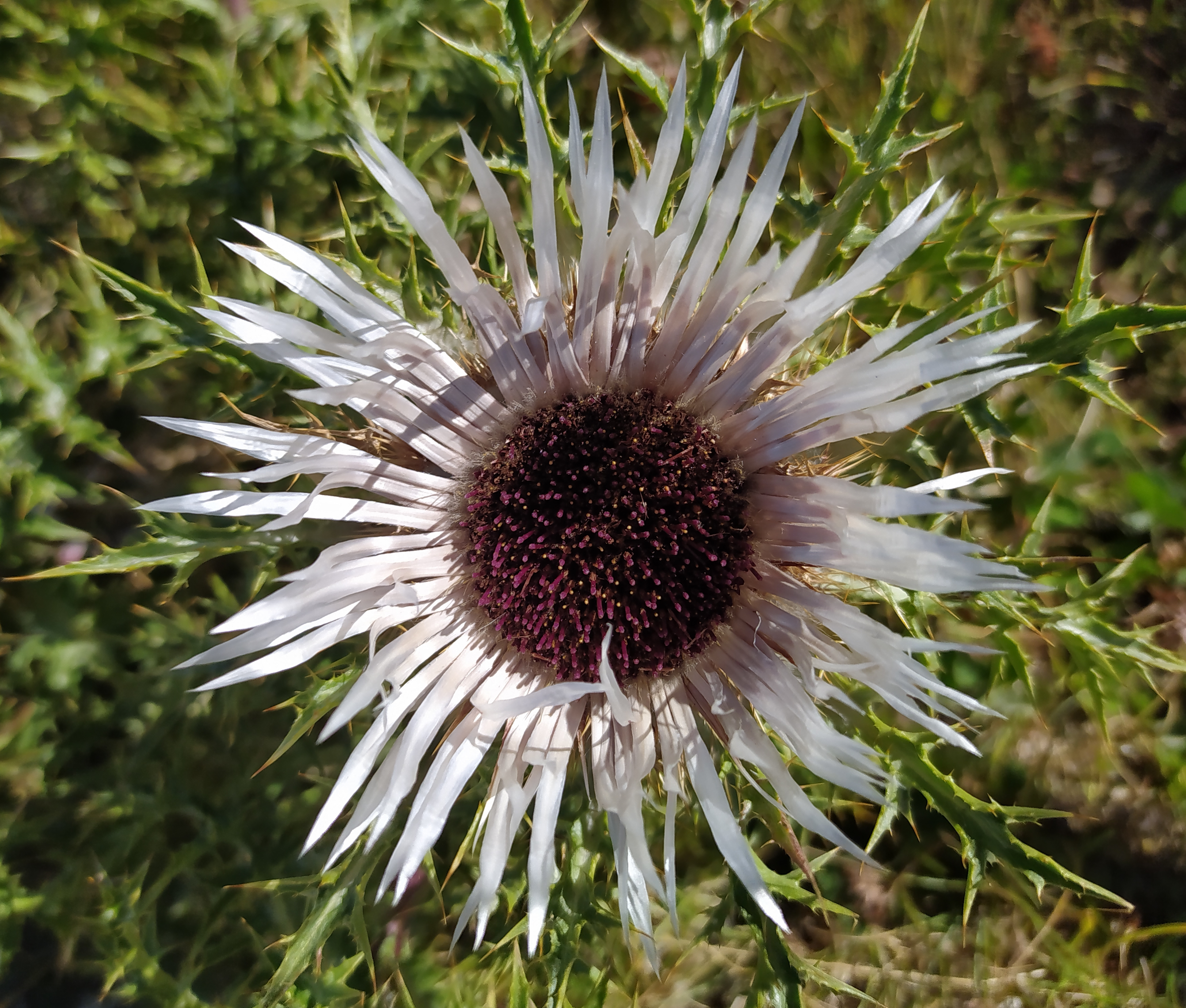
Località: Majelletta, Pretoro (CH), 1995 m s.l.m. - Settembre 2020